# باکاردی سوپریور

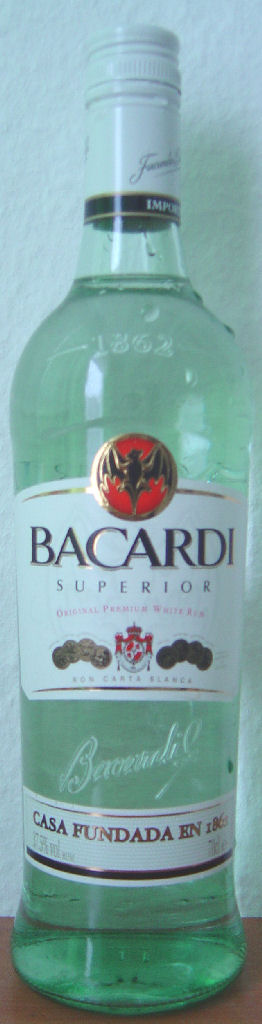
یک بطری باکاردی سوپریور

باکاردی سوپریور (به انگلیسی: Bacardi superior) نوعی رام است که توسط شرکت باکاردی تولید می‌شود. این مشروب در بطری‌های شامل ۴۰ درصد و ۳۷.۵ درصد الکل (اتانول) ارائه می‌شود. از باکاردی سوپریور برای تهیه کوکتل‌های کوبا لیبره و پینا کولادا نیز استفاده می‌شود.